# Darrell Waltrip
Darrell Lee Waltrip, född den 5 februari 1947 i Owensboro, Kentucky, är en amerikansk före detta racerförare och sportkommentator. Han är äldre bror till Michael Waltrip.

## Racingkarriär
Waltrip gjorde sin debut i Nascar Winston Cup 1972. Han blev den mest framgångsrike föraren under det tidiga 1980-talet, då han trots att han ofta buades ut av åskådare vid banorna, vann tre titlar. 1981, 1982 och 1985 var Waltrips titelår, men titlarna tog slut, då han blev övertalad av sina föräldrar och sin präst att byta team till Hendrick Motorsports på grund av att de inte gillade att han gjorde reklam för alkohol. Hans största stund som Hendrickförare var hans seger i Daytona 500 1989. 
Han startade sedan sitt eget team, och vann 1992 Southern 500, det sista stora racet han inte tidigare hade vunnit. Det skulle visa sig vara hans sista seger, då han föll tillbaka i resultatställningarna, och hans stall gick sedan nästan i konkurs efter 1998, och han sålde teamet. Waltrip körde sin sista tävling 2000.
Efter racingkarriären var Darrell Waltrip TV-kommentator för Fox Nascar-sändningar i USA 2001-2019.